# بني وهان (كعيدنة)

تعديل مصدري - تعديل

بني وهان هي إحدى قرى عزلة كعيدنة بمديرية كعيدنة التابعة لمحافظة حجة، بلغ تعداد سكانها 0 نسمة حسب تعداد اليمن لعام 2004.